# Resnična zgodba (film)
Resnična zgodba (angleško The Straight Story) je koprodukcijski biografski cestni dramski film iz leta 1999, ki ga je režiral David Lynch. Montirala in producirala ga je Mary Sweeney, Lynchova dolgoletna partnerka in sodelavka, ki je tudi napisala scenarij skupaj z Johnom E. Roachom. Temelji na resnični zgodbi Alvina Straighta, ki je leta 1994 na kosilnici prepotoval Iowo in Wisconsin. Alvin, ki ga igra Richard Farnsworth, je ostareli veteran druge svetovne vojne, ki živi z umsko prizadeto hčerko Rose (Sissy Spacek). Ko izve, da je njegov odtujeni brat Lyle (Harry Dean Stanton) doživel kap, se ga odloči obiskati in se z njim pred smrtjo pobotati. Zaradi težav z nogami in vidom nima vozniškega dovoljenja, zato se s kosilnico John Deere 110 Lawn Tractor, ki zmore okoli 8 km/h, odpravi na 390 km dolgo pot iz  Laurensa do Mount Ziona. 
Film je bil premierno prikazan maja 1999 na Filmskem festivalu v Cannesu, v ameriških kinematografih pa 15. oktobra. Naletel je na dobre ocene kritikov in gledalcev, čeprav ni dosegel pričakovanega prihodka. Kritiki so pohvalili izrazitost zaigranih likov in realistične dialoge, ki jih je filmski kritik Roger Ebert celo primerjal z deli Ernesta Hemingwayja. Film je bil nominiran za zlato palmo, Farnsworth pa za oskarja za glavnega igralca.

## Vloge
- Richard Farnsworth kot Alvin Straight
- Sissy Spacek kot Rose Straight
- Harry Dean Stanton kot Lyle Straight
- Jane Galloway Heitz kot Dorothy
- Joseph Carpenter kot Bud
- Donald Wiegert kot Sig
- Ed Grennan kot Pete
- Jack Walsh kot Apple
- James Cada kot Danny Riordan
- Wiley Harker kot Verlyn Heller
- Kevin Farley kot Harald Olsen
- John P. Farley kot Thorvald Olsen
- Anastasia Webb kot Crystal
- Barbara E. Robertson kot draga ženska
- John Lordan kot duhovnik
- Everett McGill kot Tom
- Dan Flannery kot dr. Gibbons